# Новбахар
Новбаха́р — село в Туркменистане, центр одноимённого генгешлика (сельсовета) в районе имени С. А. Ниязова (бывший Ташаузский, Дашогузский район) Дашогузского велаята.
Село расположено в 6,5 км к востоку от города Дашогуза, имеет непосредственную границу с городом Ниязовск — районным центром.
Граничит с генгешликами (сельсоветами) Шатлык, Гулистан, Навои, а также с городом Дашогуз.
До 1992 года Новбахар имел название Розумбой и был центром колхоза имени Ленина — передового хозяйства по хлопководству и животноводству во времена СССР. Через село проходит автодорога Дашогуз-Ниязовск. В селе проживают узбеки, туркмены, татары и пр. национальности. Имеются несколько общеобразовательных школ, кинотеатр, хлебопекарня, противотуберкулезный санаторий областного (велаятского) значения, машинно-тракторная станция, сельский врачебный амбулаторий, общественные библиотеки, кирпичный завод, хлопкоочистительный завод областного значения, перебазированный в 1993 году из города Дашогуза, местный радиоузел, автоматическая телефонная станция местного значения. В селе можно пользоваться телефонами сотовых операторов «МТС Туркменистан», «Алтын Асыр Туркменистан», «МТС Узбекистан» и «Билайн Узбекистан». Имеется памятник борцам в Великой Отечественной войне, построенный в 1968 году, несколько общеобразовательных школ, детских садов.